# Satchkhere
Sachkhere (géorgien : საჩხერე) est une ville située au nord de la province d'Iméréthie, en Géorgie. En 2014, elle comptait une population de 6140 habitants.

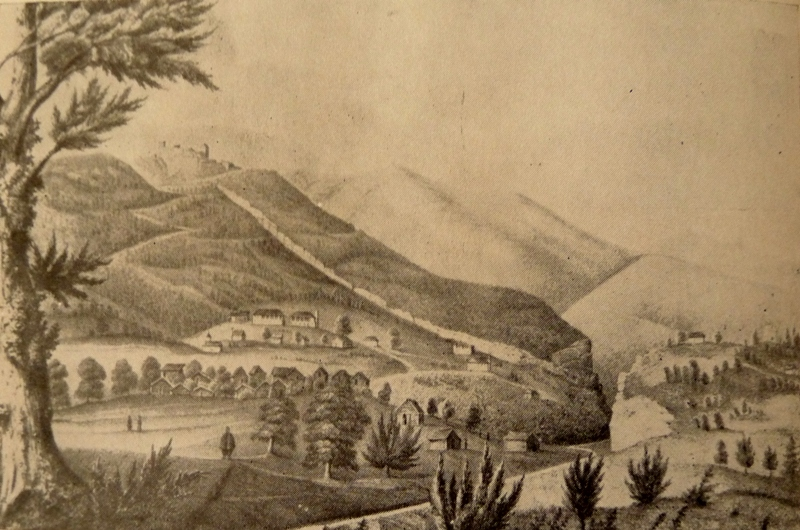
La ville, première moitié du XIX par Frédéric DuBois de Montperreux.